# Episodi di Nancy Drew (seconda stagione)
La seconda stagione della serie televisiva Nancy Drew, composta da 18 episodi, è stata trasmessa in prima visione negli Stati Uniti d'America sul canale The CW dal 20 gennaio 2021 al 2 giugno 2021.
In Italia la seconda stagione è andata in onda dal 22 settembre 2023 al 4 ottobre 2023 dalle ore 14:30, con un doppio appuntamento su Rai 4. 
| nº | Titolo originale                      | Titolo italiano | Prima TV USA     | Prima TV Italia   |
| -- | ------------------------------------- | --------------- | ---------------- | ----------------- |
| 1  | The Search for the Midnight Wraith    |                 | 20 gennaio 2021  | 22 settembre 2023 |
| 2  | The Reunion of Lost Souls             |                 | 27 gennaio 2021  | 22 settembre 2023 |
| 3  | The Secret of Solitary Scribe         |                 | 3 febbraio 2021  | 25 settembre 2023 |
| 4  | The Fate of the Buried Treasure       |                 | 10 febbraio 2021 | 25 settembre 2023 |
| 5  | The Drowned Woman                     |                 | 17 febbraio 2021 | 26 settembre 2023 |
| 6  | The Riddle of the Broken Doll         |                 | 24 febbraio 2021 | 26 settembre 2023 |
| 7  | The Legend of the Murder Hotel        |                 | 10 marzo 2021    | 27 settembre 2023 |
| 8  | The Quest for the Spider Sapphire     |                 | 17 marzo 2021    | 27 settembre 2023 |
| 9  | The Bargain of the Blood Shroud       |                 | 24 marzo 2021    | 28 settembre 2023 |
| 10 | The Spell of the Burning Bride        |                 | 31 marzo 2021    | 28 settembre 2023 |
| 11 | The Scourge of the Forgotten Rune     |                 | 7 aprile 2021    | 29 settembre 2023 |
| 12 | The Trail of the Missing Witness      |                 | 14 aprile 2021   | 29 settembre 2023 |
| 13 | The Beacon of Moonstone Island        |                 | 28 aprile 2021   | 2 ottobre 2023    |
| 14 | The Siege of the Unseen Specter       |                 | 5 maggio 2021    | 2 ottobre 2023    |
| 15 | The Celestial Visitor                 |                 | 12 maggio 2021   | 3 ottobre 2023    |
| 16 | The Purloined Keys                    |                 | 19 maggio 2021   | 3 ottobre 2023    |
| 17 | The Judgement of the Perilous Captive |                 | 26 maggio 2021   | 4 ottobre 2023    |
| 18 | The Echo of Lost Tears                |                 | 2 giugno 2021    | 4 ottobre 2023    |